# Ken Reitz
Kenneth John Reitz (San Francisco, California, 24 de junio de 1951-St. Charles, Misuri, 31 de marzo de 2021), más conocido como Ken Reitz, fue un jugador profesional estadounidense de béisbol que se desempeñó en la posición de tercera base en las Grandes Ligas de Béisbol (MLB). Logró obtener un Guante de Oro.

## Carrera
Reitz jugó como profesional cuatro temporadas en St. Louis Cardinals (1972-1975), después pasó a San Francisco Giants (1976-), luego regresó a St. Louis Cardinals (1977-1980), posteriormente se unió a Chicago Cubs (1981), y finalmente, a Pittsburgh Pirates, donde jugó una temporada (1982), y fue el equipo en el que se retiró.

## Premios
Fue galardonado con el Guante de Oro en una oportunidad (1975).